# Чухуа, Цхуцху Ясоновна
Цхуцху Ясоновна Чухуа (1920, Зугдидский уезд, Грузинская демократическая республика — неизвестно, село Чаквинджи, Зугдидский район, Грузинская ССР) — колхозница колхоза имени Чарквиани Зугдидского района, Грузинская ССР. Герой Социалистического Труда (1949).

## Биография
Родилась в 1919 году в крестьянской семье в одном из сельских населённых пунктов Зугдидского уезда. С конца 1930-х годов трудилась на чайной плантации колхоза имени Чарквиани Зугдидского района.
В 1948 году собрала 6630 килограммов зелёного чайного листа на участке площадью 0,5 гектара. Указом Президиума Верховного Совета СССР от 29 августа 1949 года удостоена звания Героя Социалистического Труда за «получение высоких урожаев сортового зелёного чайного листа и цитрусовых плодов в 1948 году» с вручением ордена Ленина и золотой медали «Серп и Молот» (№ 4587).
Этим же указом званием Героя Социалистического Труда были награждены труженицы колхоза имени Чарквиани Алуша Ермолаевна Чухуа и Чути Михайловна Шенгелия.
После выхода на пенсию проживала в селе Чаквинджи Зугдидского района. Дата смерти не установлена.
Награды
- Герой Социалистического Труда
- Орден Ленина
- Медаль «За трудовое отличие» (19.07.1950)